# Echinorhynchus pleuronectisplatessoides
Echinorhynchus pleuronectisplatessoides är en hakmaskart som beskrevs av Viborg 1795. Echinorhynchus pleuronectisplatessoides ingår i släktet Echinorhynchus och familjen Echinorhynchidae. Inga underarter finns listade i Catalogue of Life.